# Vladimir Nikolayevich Chernavin
Vladimir Nikolayevich Chernavin (tiếng Nga: Владимир Николаевич Чернавин; 22 tháng 4 năm 1928 – 18 tháng 3 năm 2023.
) là một cựu sĩ quan Hải quân Liên Xô. Ông từng là Tổng tư lệnh cuối cùng của Hải quân Liên Xô từ năm 1985 đến năm 1991 và là Tổng tư lệnh duy nhất của Hải quân các quốc gia độc lập từ năm 1991 đến năm 1992. Ông đạt cấp bậc Đô đốc hạm đội trong sự nghiệp của mình.

## Tiểu sử
Chernavin sinh ra ở Mykolaiv, Ukraina, ở Liên Xô. Ông vào Trường Hải quân cấp cao ở Baku năm 1944 và tốt nghiệp Trường Hải quân cấp cao Frunze ở Leningrad (St. Petersburg) năm 1951. Ông là sĩ quan điều hành của một tàu ngầm vào năm 1951 và trở thành chỉ huy của Tàu ngầm K-21 vào năm 1959 Ông theo học Học viện Hải quân năm 1962–65 và Học viện Bộ Tổng tham mưu năm 1967–69, sau đó ông trở thành tư lệnh sư đoàn vào năm 1969 và chỉ huy các đội tàu ngầm của Hạm đội Phương Bắc. Năm 1977, ông được bổ nhiệm làm Tư lệnh Hạm đội Phương Bắc và năm 1981 được phong tặng danh hiệu Anh hùng Liên Xô. Từ năm 1981–85, ông là Tham mưu trưởng/Phó Tổng tư lệnh thứ nhất của Hải quân Liên Xô. Ông trở thành tổng tư lệnh của Hải quân Liên Xô sau khi Sergey Georgyevich Gorshkov nghỉ hưu. Ông nghỉ hưu năm 1992. Khi nghỉ hưu, ông là chủ tịch hiệp hội thủy thủ tàu ngầm Liên Xô. Anh ấy đã là một người tham dự nổi bật tại Diễu hành Ngày Chiến thắng gần đây nhất là vào năm 2019.

## Danh hiệu và giải thưởng
- Anh hùng Liên Xô
- Huân chương Lenin (hai lần)
- Huân chương Cách mạng Tháng Mười
- Huân chương Cờ đỏ
- Huân chương của Aleksandr Nevsky
- Huân chương Sao đỏ (hai lần)
- Huân chương Dũng cảm
- Huân chương Công trạng Hải quân
- huy chương chiến dịch và lễ kỷ niệm

## Văn học
- Энциклопедический словарь «История Отечества с древнейших времен до наших дней»[liên kết hỏng]